# Episodi di Detective Extralarge (seconda stagione)
La seconda stagione della serie televisiva Detective Extralarge, composta da 6 episodi, è stata trasmessa su Canale 5 dal 28 marzo al 3 maggio 1993.
| n° | Titolo italiano       | Prima TV Italia |
| -- | --------------------- | --------------- |
| 1  | Il signore del Sole   | 28 marzo 1993   |
| 2  | Doppio inganno        | 4 aprile 1993   |
| 3  | L'ombra del guerriero | 10 aprile 1993  |
| 4  | Pioggia di diamanti   | 18 aprile 1993  |
| 5  | Operazione Condor     | 25 aprile 1993  |
| 6  | Indians               | 3 maggio 1993   |

## Il signore del Sole
- Diretto da: Alessandro Capone
- Scritto da: Alessandro Moretti, Giuseppe Pedersoli
- Trama:

## Doppio inganno
- Diretto da: Alessandro Capone
- Scritto da: Alessandro Moretti, Giuseppe Pedersoli
- Trama:

## L'ombra del guerriero
- Diretto da: Alessandro Capone
- Scritto da: Alessandro Moretti, Giuseppe Pedersoli
- Trama:

## Pioggia di diamanti
- Diretto da: Alessandro Capone
- Scritto da: Alessandro Moretti, Giuseppe Pedersoli
- Trama:

## Operazione condor
- Diretto da: Alessandro Capone
- Scritto da: Alessandro Moretti, Giuseppe Pedersoli
- Trama:

## Indians
- Diretto da: Alessandro Capone
- Scritto da: Alessandro Moretti, Giuseppe Pedersoli
- Trama: